# Sipodotus wallacii
Sipodotus wallacii là một loài chim trong họ Maluridae.